# Grk
Grk (cyr. Грк) – wieś w Bośni i Hercegowinie, w Republice Serbskiej, w gminie Brod. W 2013 roku liczyła 258 mieszkańców.